# Звездоплаватели (Мартынов)
«Звездопла́ватели» — научно-фантастическая трилогия советского писателя Георгия Мартынова. Состоит из романов «220 дней на звездолёте» (первое опубликованное произведение писателя, первоначальное название «Мир угасшей жизни») (1955), «Сестра Земли» (1959) и «Наследство фаэтонцев» (1960). Полностью трилогия была издана в 1960 году издательством «Лениздат».
Все романы написаны до начала эры пилотируемых космических полётов. В предисловии к полному изданию трилогии автор описывает задачу книги следующим образом: показать, что близко время, когда межпланетные полеты из мечты превратятся в действительность и то, что сейчас кажется героическим, превратится в повседневную работу науки. Он также отмечает: «Автор далёк от мысли, что его произведение может дать действительную картину близких уже космических рейсов. Такую картину никто дать не может. Жизнь всегда отлична от вымысла, богаче его и разнообразнее».
По отмеченной выше причине автор пользуется непривычной ныне терминологией: так, «скафандры» он называет «пустолазными костюмами», а вместо малоупотребительного в 1950-х годах слова «космонавт» использует термин «звездоплаватель», давший название трилогии.

## Сюжет

### 220 дней на звездолёте
Советский космический корабль «СССР-КС2» с экипажем, состоящем из четырёх звездоплавателей — командира корабля Сергея Александровича Камова, астрофизика Арсена Георгиевича Пайчадзе, астронома Константина Евгеньевича Белопольского, журналиста, фотографа и кинооператора Бориса Николаевича Мельникова — направляется в экспедицию на Марс, осмотрев по пути Венеру (без посадки на неё). Космонавты благополучно прибывают к Марсу и исследуют эту планету, её скудную флору и фауну.
Почти одновременно с ними на Марс вылетает другой космический корабль, создатель которого, американец Чарльз Хепгуд, стремился во что бы то ни стало опередить русских. Однако он опаздывает на сутки, а затем гибнет на Марсе в результате трагической случайности. Советские космонавты спасают его компаньона Ральфа Бейсона. Последний пытается захватить Камова и принудить его вернуть американский корабль на Землю, но терпит неудачу.
Перед отлётом с Марса Камов отправляется в разведку, но не успевает вернуться в срок. Экипаж, выполняя данный Камовым перед отъездом приказ, стартует в назначенное время, оставив командира на Марсе. Соратники считают его погибшим, однако Камов встречает их, когда они возвращаются на родную планету. Выясняется, что он смог разобраться в управлении кораблём Хепгуда и вернуться на Землю раньше них.

### Сестра Земли
Через 8 лет после событий, описанных в первой книге, советские исследователи (в их число входят все звездоплаватели из первой книги, кроме Камова) на космическом корабле «СССР-КС3» отправляются в экспедицию на Венеру. В ходе полёта они исследуют астероид Арсену, открытый ими в первой книге, и обнаруживают на нём следы, оставленные разумными существами. Приземлившись на Венере, они изучают планету: на ней оказывается высокая, но приемлемая для землян температура, бедная кислородом и ядовитая для землян атмосфера, богатый морской и более скудный наземный мир живых существ.
Исследователи устанавливают контакт с венерианами - небольшими  человекообразными разумными созданиями, использующих в качестве слуг крупных черепахообразных животных и ведущих довольно примитивный земноводный образ жизни. Выясняется, что венериане помнят, как в далёком прошлом им передали знания представители иной цивилизации. Затем герои обнаруживают инопланетный космический корабль, а из послания, оставленного в корабле, узнают, что он прилетел с пятой (впоследствии разрушенной) планеты Солнечной системы — Фаэтона. Отложив подробное исследование инопланетного корабля до следующей экспедиции, звездоплаватели возвращаются на Землю.

### Наследство фаэтонцев
При написании последней части трилогии автор существенно изменяет концовку второго романа.
Двое землян предпринимают ещё одно, более подробное, исследование найденного на Венере космического корабля. Техника фаэтонцев управляется мысленными командами, и один из героев случайно даёт кораблю команду на старт. После нескольких суток полёта, контролировать который землянам удаётся лишь частично, их догоняет «СССР-КС3». Принимается решение оставить часть экипажа на звездолёте фаэтонцев с тем, чтобы посадить его на Земле, а для отработки посадки решено сначала попытаться сесть на Цереру. При подлёте к Церере энергетические ресурсы корабля заканчиваются, и он падает на эту карликовую планету. Через две недели терпящий бедствие экипаж спасает посланный им на помощь английский космический корабль «Принц Уэльский».
Следуя указаниям, оставленным фаэтонцами на астероиде Арсена, земляне находят скрытое на Южном полюсе Земли хранилище информации. Записи фаэтонцев рассказывают им о судьбе планеты Фаэтон, разорванной приливными силами Юпитера. Оказывается, что жители этой планеты успели эвакуироваться в другую звёздную систему (предполагается, что это Вега, хотя расстояние до неё — 48 световых лет — указано автором неверно). С помощью установленного в хранилище аппарата земляне посылают фаэтонцам сигнал, означающий, что они готовы к контакту.

### Сюжетные пересечения с другими произведениями
Трилогия сюжетно пересекается с другим романом Мартынова — «Гость из бездны» (1961). В частности, в этом романе описываются дальнейшие контакты людей с фаэтонцами.

## Ошибки в книге
Следуя канонам твёрдой научной фантастики, автор довольно подробно описывает в книге технические детали космического полёта. Однако при этом ему не всегда удаётся избежать ошибок и неточностей.
- Иллюстрация траектории полета в первой книге и многочисленные описания во всех трех книгах изображают межпланетное движение звездолетов как прямолинейное, а не орбитальное. Маневры описываются подобными маневрам кораблей и самолетов — например, звездолет, покинувший планету, разворачивается по дуге (большого радиуса, "не снижая скорости"), чтобы вернуться.

- При приближении свободно падающего корабля к Венере герои начинают испытывать силу тяжести.[2] На самом деле, согласно принципу эквивалентности, тяжесть они испытывали только если бы двигатели корабля работали.
- Движение звездолета в гравитационном поле астероида характеризуется как независимое вследствие "огромной скорости".[3] Правильно было бы сказать, что вызываемое слабой гравитацией изменение скорости было мало по сравнению с самой скоростью и заметно не меняло траекторию, но называть движение независимым неверно. Также, касание астероида не является прямым фактором зависимости.
- Подразумевается, что большая скорость космического корабля в полете уменьшает вероятность столкновения с метеорным телом (также неправильно называемым метеоритом).[4] В действительности, вероятность столкновения в единицу времени прямо пропорциональна скорости относительно средней скорости метеорных тел в пересекаемом пространстве.
- Ко времени действия второй книги, звездолеты не имеют топливных ограничений вследствие развития атомной энергетики.[5] На самом деле, и при неограниченном запасе энергии для реактивных двигателей звездолет был бы ограничен необходимо конечным запасом выбрасываемого ими рабочего тела.

## Публикации романа

### Русские издания
- Мартынов Г. 220 дней на звездолете: НФ повесть. — Л.: Детгиз, 1955. — 216 с. — 30 000 экз. (Рис. В. Тамби и Н. Петровой)
- Мартынов Г. Сестра Земли: НФ повесть // Мир приключений. Кн. 5. — Л.: Детгиз, 1959. — С. 119-281. (Рис. Л. Рубинштейна)
- Мартынов Г. Звездоплаватели: НФ роман в 3-х книгах. — Л.: Лениздат, 1960. — 692 с. — 90 000 экз. (Рис. Л. Я. Рубинштейна)
- Мартынов Г. Звездоплаватели. — М. - Л.: АСТ - Terra Fantastica, 2002. — 632 с. — 8000 экз. — ISBN 5-17-012756-1, 5-7921-0520-0.

### Издания на немецком языке
- Martynow, G. 220 Tage im Weltraumschiff (нем.) // Terra Sonderband. — 1958. — Nr. 2.
- Martynow, G. 220 Tage im Weltraumschiff. — Berlin: Verlag Kultur und Fortschritt, 1958. — 265 с. Архивировано 18 июня 2013 года. (пер. Erich Ahrndt)
- Martynow, G. Das Erbe der Phaetonen. — Berlin: Verlag Kultur und Fortschritt, 1964, 1965, 1966, 1969. — 516 с. Архивировано 18 июня 2013 года. (пер. T. u. G. Stein und D. Pommerenke)

### Издания на японском языке
- Мартынов Г. 220 дней на звездолете. — Токио: Коданся, 1957. — 260 с. (пер. Кимура Хироси)
- Мартынов Г. 220 дней на звездолете. — Токио: Коданся, 1961. — 237 с. (пер. Катано Дзюн)
- Мартынов Г. 220 дней на звездолете. — Токио: Кайсэйся, 1962. — 306 с. (пер. Нода Кай)
- Мартынов Г. Сестра Земли. — Токио, 196?. — 194 с. (пер. Миками Ёситара)